# Konstantin Noppel
Konstantin Noppel (* 30. Oktober 1836 in Radolfzell; † 25. August 1914 ebenda) war Kaufmann, Bürgermeister und Mitglied des Deutschen Reichstags.

## Leben
Noppel, Sohn des Kaufmanns und Radolfzeller Bürgermeisters Dominik(us) Noppel, unternahm umfangreiche Reisen in Europa und Amerika, unter anderem war er von 1855 bis 1858 in Kalifornien und von 1860 bis 1868 in Brasilien (Bahia und Pernambuco). Von 1864 bis 1868 war er Stellvertretender Königlich Preußischer Vizekonsul in Pernambuco. Ab 1870 war er Mitglied des Gemeinderats in Radolfzell und dort von 1880 bis 1891 auch Bürgermeister.
Weiter war er ab 1873 Mitglied des Kreisausschusses Konstanz und ab 1876 Vorsitzender desselben.
Zwischen 1877 und 1881 war er Mitglied der II. Badischen Ständekammer und der I. Badischen Ständekammer von 1883 bis 1891.
Von 1881 bis 1890 war er Mitglied des Deutschen Reichstags für den Wahlkreis Großherzogtum Baden 1 Konstanz, Überlingen, Stockach und die Nationalliberale Partei.
Konstantin war mit Anna Maria, geborene Kürzel, verheiratet und hatte mit ihr drei Kinder: Anna, Rosa und Constantin (* 2. August 1883).